# Авторский экземпляр
А́вторский экземпля́р — экземпляр книжного издания, бесплатно предоставляемый издательством автору (его правопреемнику) в соответствии с авторским договором.
При первом издании литературного произведения выдаётся 10 авторских экземпляров, при переиздании — 2, независимо от количества соавторов. Автору произведения, изданного в переводе, художникам, графикам, авторам музыки и т. д. выдаётся меньшее число авторских экземпляров.